# James Stanfield
James Stanfield ist ein amerikanischer Professor und Filmproduzent. Er erhielt 1979 den Oscar für technische Verdienste und ließ 1999 den Begriff Video Modeling schützen. Er ist außerdem der Gründer von James Stanfield Publishing.

## Bildung und Unterricht
Stanfield hat einen Bachelor in Psychologie von der UCLA, einen Master in Pädagogischer Psychologie von der California State University, Northridge und einen EdD in Sonderpädagogik/Instructional Design von der USC. Während seiner Promotion erhielt er ein Promotionsstipendium des Bureau of Health & Education der USC im Bereich geistige Retardierung. Später unterrichtete er als Professor für Sonderpädagogik am CSULA Graduate Department of Intellectual and Developmental Disabilities und als Sonderpädagoge an den Los Angeles City Schools.

## Filmkarriere
Zusammen mit Paul W. Trester erhielt Stanfield 1979 den Oscar für technische Verdienste für die Entwicklung und Herstellung eines Geräts zur Reparatur oder zum Schutz von Ritzern in Kinofilmen. 1999 ließ Stanfield den Begriff Video Modeling für eine Reihe von Videokassetten eintragen, die Schülerinnen und Schülern der Sonderpädagogik mit Hilfe professioneller Schauspielerinnen und Schauspieler angemessenes Sozialverhalten vermitteln (falscher Weg/richtiger Weg)". 2009 wurde die Marke erneuert. Das Markenzeichen wurde 2009 erneuert. Die Videoserien wurden von James Stanfield Publishing produziert.
Jennifer Bailey beschrieb die Videomodellierung als „ein pädagogisches Konzept, bei dem geschulte Schauspieler drei verschiedene Möglichkeiten 'modellieren', wie man auf Herausforderungen durch eine 'schwierige Person' reagieren kann, und welche positiven oder negativen Folgen jede dieser Möglichkeiten haben kann. Jedes Modul behandelt eine andere Art von schwierigem Verhalten - Kritik, Hänseleien, Mobbing, Wut auf andere und Wut auf sich selbst. Es enthält 'Video-Modeling'-Szenarien und ein umfassendes Lehrer-/Eltern-Handbuch mit separaten Videos und Leitfäden für Grundschüler, Mittelschüler und Schüler der Unter- und Oberstufe“.
Eines der Hauptthemen, mit denen sich Stanfield im Film beschäftigte, war die Sexualerziehung, insbesondere für Menschen mit geistiger Behinderung und Menschen mit anderen Behinderungen. Die Social/Sexual Concerns Group der American Association on Mental Retardation verlieh Stanfield 1972 für seine Arbeit auf diesem Gebiet den 1st Annual Award For Development of Socio-Sexual Training Materials for People with Disabilities. Diese und andere Videos werden in allen Schulbezirken der Vereinigten Staaten zur Sexualerziehung von Schülern mit und ohne Behinderungen eingesetzt. Sie werden auch in den Schulsystemen Kanadas und anderer Länder verwendet. Eine weitere von Stanfield entwickelte Videoserie ist die BeCool-Serie, die Schülern helfen soll, mit Hänseleien und Mobbing umzugehen.